# 尼山神
尼山神，是山東省曲阜市區東南約28公里處尼山（又作尼丘）的山神，尼山不到500公尺高，但卻極為有名，相傳孔子之母顏徵在於尼山禱告而生孔子 ，還將孔子取名「丘」，表字「仲尼」以紀念尼山之神。
歷代崇奉，宋仁宗皇祐二年（1050年），加封尼山神為“毓聖侯”，當地的居民往往以尼山神作為求子之神。民眾常於各地孔廟配祀尼山之神神位，現在尼山孔廟有「毓聖侯祠」，專祠祭祀。